# انتخابات فدرال کانادا (۲۰۱۹)
انتخابات فدرال ۲۰۱۹ کانادا (به انگلیسی: 2019 Canadian federal election) در تاریخ ۲۱ اکتبر ۲۰۱۹ برای انتخاب اعضای مجلس عوام کانادا به موجب قانون انتخاباتی کانادا برگزار شد. این انتخابات با پیروزی حزب لیبرال و ماندن جاستین ترودو در قدرت به عنوان نخست‌وزیر کانادا همراه بود.

## نتیجه
در ۴۰ روز رقابت‌های انتخاباتی، حزب لیبرال حاکم به رهبری جاستین ترودو اکثریت خود در انتخابات ۲۰۱۵ را از دست داد، با این‌حال موفق به کسب بیشترین تعداد کرسی‌های مجلس شد و در نتیجه ترودو سمت خود را به عنوان نخست‌وزیر کانادا حفظ کرد. احزاب کنونی شامل حزب محافظه کار به ریاست اندرو شیر، حزب دموکرات جدید به رهبری جاگمیت سینگ و حزب سبز تحت رهبری الیزابت می و حزب مردم کانادا به ریاست ماکسیم برنیه، دولت ترودو را به چالش خواهند کشید.
نتایج اولیه نشان می‌دهد لیبرال‌ها به اندازه کافی کرسی به دست آورده‌اند تا دولت اقلیت را تشکیل دهند، اما آرای مردمی که از آن محافظه کاران شد را از دست دادند. برای اولین بار پس از انتخابات ۱۹۷۹ است که یک حزب بیشترین تعداد کرسی‌ها را تصاحب کرده حال آن‌که در آراء عمومی به اکثریت نرسیده‌است.
تعداد کرسی‌های حزب لیبرال از ۱۷۷ به ۱۵۷ سقوط کرد و تعداد کرسی‌های حزب محافظه‌کار به رهبری اندرو شیر از ۹۵ کرسی به ۱۲۱ کرسی افزایش یافت. کاهش تعداد کرسی‌های لیبرال به زیر ۱۷۰ به معنای تشکیل دولت اقلیت است.
در این انتخابات حزب جدایی‌طلب بلوک کبکوا به رهبری ایو فرانسوا بلانشت توانست تعداد کرسی‌هایش را از ۱۰ به ۳۲ برساند. همچنین کرسی‌های حزب دموکرات جدید به رهبری جاگمیت سینگ از ۳۹ به ۲۴ سقوط کرد. تعداد کرسی‌های حزب سبز کانادا به رهبری الیزابت می از ۲ به ۳ افزایش یافت. همچنین حزب مردم کانادا نه‌تنها موفق به کسب هیچ کرسی نشد، بلکه ماکسیم برنیه، رهبر آن، کرسی خود را از دست داد.
تنها فرد مستقلی که در این انتخابات موفق به کسب کرسی شد، جودی ویلسون ریبولد بود. ویلسون ریبولد از اعضای سابق حزب لیبرال و وزیر دادگستری ترودو بود، که به دلیل انتقاد عمومی از ترودو، از این حزب اخراج شد.

## واکنش‌ها
دونالد ترامپ، رئیس‌جمهور ایالات متحده آمریکا، در توئیتر پیروزی ترودو را تبریک گفت: «تبریک از بابت پیروزی خارق‌العاده و رقابتی نفس‌گیر. مشتاق همکاری در راستای صلاح کشورهایمان هستم.»
ترودو در واکنش به پیروزی خودش گفت: «مردم کشورش با انتخاب مجدد او در انتخابات دوشنبه، به نفع یک برنامه مترقی رای دادند.» و این که دولت او مبارزه با تغییرات اقلیمی را اولویت قرار خواهد داد.

## پیشینه
در نتیجه انتخابات ۲۰۱۵ کانادا، حزب لیبرال کانادا به رهبری جاستین ترودو اکثریت را به دست آورد. استیون هارپر نخست‌وزیر وقت از حزب محافظه کانادا رسماً به عنوان اپوزیسیون استعفای خود را از رهبری حزب اعلام کرد. همچنین در این انتخابات حزب دموکرات جدید عنوان سوم را درانتخابات از آن خود نمود.
تعداد کرسی‌هایی که احزاب شرکت‌کننده در دوره چهل و دوم انتخابات بر سر تصاحب آنها مبارزه کردند، ۳۳۸ کرسی بود که نسبت به انتخابات فدرال قبل از آن تعداد ۳۰ کرسی افزایش داشت. کارزار انتخاباتی چهل و دومین دوره، به مدت ۱۱ هفته طولانی‌ترین کارزار انتخاباتی در تاریخ کانادای مدرن محسوب شد.
بعد از استعفای هارپر، در ۲۷ مه ۲۰۱۷، انتخابات درون‌حزبی حزب محافظه‌کار برگزار شد. در این انتخابات اندرو شیر و ماکسیم برنیه برای کسب رهبری حزب به رقابتی تنگاتنگ پرداختند و در نهایت شیر به رهبر حزب رسید. برنیه کمی پس از شکست، از حزب محافظه‌کار جدا شد و حزب خودش را تحت عنوان «حزب مردم کانادا» تأسیس کرد.

## احزاب شرکت‌کننده
در جدول زیر فهرستی از احزاب عمده شرکت‌کننده در انتخابات ۲۰۱۹ کانادا، ایدئولوژی، رنگ انتخاباتی، رهبران و شعارهایشان قرار گرفته‌است:
| رنگ | حزب          | ایدئولوژی                          | رهبر               | شعار                           |
| --- | ------------ | ---------------------------------- | ------------------ | ------------------------------ |
|     | لیبرال       | لیبرالیسم لیبرالیسم اجتماعی        | جاستین ترودو       | «پیشرفت را انتخاب کنید»        |
|     | محافظه‌کار    | محافظه‌کاری لیبرالیسم اقتصادی       | اندرو شیر          | «وقتش رسیده که جلو بیفتید»     |
|     | بلوک کبکوا   | ملی‌گرایی کبکی ملی‌گرایی چپ‌گرا       | ایو فرانسوا بلانشت | «ما کبک هستیم»                 |
|     | دموکرات جدید | سوسیال دموکراسی سوسیالیسم دمکراتیک | جاگمیت سینگ        | «در این انتخابات، برای شما»    |
|     | سبز          | سیاست‌های سبز لیبرالیسم سبز         | الیزابت می         | «نه چپ، نه راست، با هم به پیش» |
|     | مردم         | عوام‌گرایی محافظه‌کاری               | ماکسیم برنیه       | «قدرتمند و آزاد»               |

## نگارخانه

کارتوگرام انتخابات ۲۰۱۹ کانادا
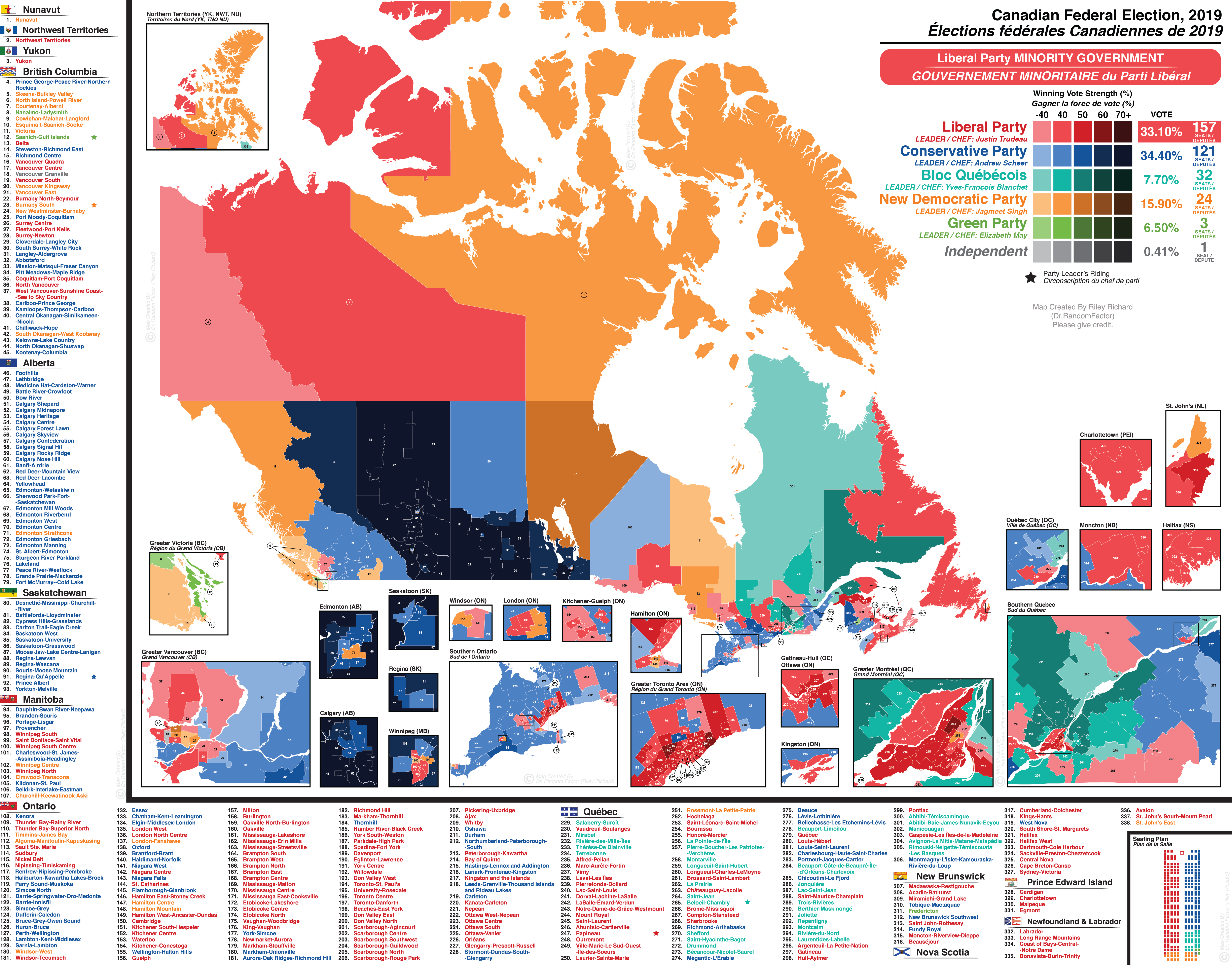
نقشه جامع انتخابات ۲۰۱۹ کانادا
نمودار نظرسنجی‌ها تا پیش از انتخابات